# Hans Joachim Störig
Hans Joachim Störig (25 de julio de 1915, en Quenstedt, Alemania – 10 de septiembre de 2012, en Múnich, Alemania) fue un ensayista, traductor, editor (Fischer Verlag) y lexicógrafo alemán, más conocido por su obra Kleine Weltgeschichte der Philosophie (editada en castellano como Historia universal de la filosofía).

## Biografía
Störig nació en Quenstedt y estudió historia, filosofía, sociología y derecho en varias universidades, obteniendo el correspondiente doctorado en derecho y filosofía. Fue profesor en la Ludwig-Maximilians-Universität München.
Su obra más exitosa, Kleine Weltgeschichte der Philosophie (editada en castellano como Historia universal de la filosofía), fue publicada originalmente en 1950. Desde entonces ha sido traducida a seis idiomas, siendo revisada y actualizada en varias ocasiones. Todavía está en impresión.
Störig es también conocido por sus obras lexicográficas, como por ejemplo Der große Störig. Knaurs großes Wörterbuch der deutschen Sprache.
Escribió también Abenteuer Sprache: Ein Streifzug durch die Sprachen der Erde, un libro dirigido a un público general. El libro describe la historia y desarrollo de las lenguas del mundo, las especificidades y los puntos comunes de las lenguas, la escritura de la lengua antigua y su decodificación, el desarrollo y la propagación de las familias lingüísticas y lenguas individuales, así como el desarrollo y la historia de las lenguas auxiliares, como el esperanto y el interlingua.

## Obra
- Kleine Weltgeschichte der Philosophie, 1950
- Kleine Weltgeschichte der Wissenschaft, 1953
- Hohe Schule der Sekretärin (mit Martha Maria Gehrke; unter dem Pseudonym Walter Joachim), 1955
- Die Axt im Haus. Ein Handbuch für Geschickte und Ungeschickte (unter dem Pseudonym Otto Werkmeister), 1956
- Mächtig ist das Wort. Verlag Mensch und Arbeit, München 1962. Eine Jahresgabe der Werkzeitschrift WERK UND WIR der Hoesch Aktiengesellschaft für ihre Leser 1963. Dem Andenken Wolf von Niebelschütz, der die erste Jahresgabe 1956 gestaltete, gewidmet. Texte und Interpretationen zu: Stille Nacht. Joseph Mohr/Franz Gruber; Mächtig ist das Wort.; Der Tod des Gerechten. Sokrates; Das Gesetz von Monte Cassino. Benedikt von Nursia; Ein Preislied auf Schöpfung und Tod. Franz von Assisi; Gott helfe mir! Amen. Martin Luther; Und sie bewegt sich doch. Nikolaus Kopernikus; Ein Mann zerbricht den Hexenhammer. Christian Thomasius; Über tausend tausend Jahre. Gotthold Ephraim Lessing; Von den angeborenen Rechten.; Proletarier aller Länder, vereinigt euch! Karl Marx; Notschrei der Niedrigen. Harriet Beecher-Stowe; Abraham Lincoln spricht in Gettysburg. Abraham Lincoln; Alle sind Brüder! Henry Dunant; Das Grundgesetz einer besseren Welt. Allgemeine Erklärung der Menschenrechte.
- Knaurs moderne Astronomie, 1972
- Abenteuer Sprache – ein Streifzug durch die Sprachen der Erde, 1987
- Splitter. Umrisse einer Biografie, 2009, ISBN 978-3-86520-353-3  (Autobiografía)

Como editor
- Großes Donauland-Lexikon. Buchgemeinschaft Donauland, Wien 1966/1967 (4 Bde.)
- Großes Lexikon der Büchergilde. Büchergilde Gutenberg, Frankfurt/M. 1966-1968 (4 Bde.)
- Der Große Knaur. Mit 65 000 Stichwörtern. Droemer Knaur, München (4 Bde.)

1. A – E, 1966, 771 S.
2. F – K, 1967, 795 S.
3. L – R, 1967, 799 S.
4. S - Z, 1968, 823 S.

Como colaborador
- Ursula Herrmann u. a.: Knaurs großes Wörterbuch der deutschen Sprache. Der große Störig. Droemer Knaur, München 1985, 1120 S., ISBN 3-426-26258-4 („Einführung und Hinweise für den Benutzer“ und „Regeln zur Rechtschreibung, Zeichensetzung und Grammatik“ entstanden in Zusammenarbeit von Ursula Hermann und Hans Joachim Störig).

Como director
- Das Problem des Übersetzens (= Wege der Forschung; Band VIII). Wissenschaftliche Buchgesellschaft, Darmstadt 1963, 489 S.